# Ètnia
Una ètnia [del gr. éthnos 'poble'] o grup ètnic és un conjunt de persones que s'identifiquen entre elles a partir d'uns lligams que els distingeixen d'altres grups. Aquests lligams poden basar-se en trets culturals, lingüístics o religiosos, que poden ser d'un caire més o menys porós. S'anomena etnicitat la pertinença d'una persona a una ètnia.

## El concepte
Malgrat que el concepte «ètnia» es refereix a una de les unitats d'estudi bàsic de l'antropologia, fins a la fi de la dècada de 1980 no començaren a sorgir preguntes explícites sobre el seu contingut i les seves implicacions. Paral·lelament, es discuteix l'aproximació monogràfica amb la qual el terme està relacionat. Per contra, i a causa de les implicacions polítiques que conté, la idea d'etnicitat conté abundant literatura. No obstant això, la relació entre ètnia i etnicitat dista de ser simple, tant en el pla de la teoria com el dels fets.

### Història i tradicions
L'expressió ètnia fou, durant molt de temps, d'ús exclusivament eclesiàstic. En el marc d'una cosmovisió cristiana, el món es divideix entre els pobles cristians i els pagans o «gentils». A partir del segle xix, aquests últims són denominats «races» o «tribus», tot i que la ciència encarregada de la seva descripció des de finals del segle xviii és l'etnologia o l'etnografia.
A principis del segle xx, aquests termes són substituïts progressivament per diversos neologismes, com el francès ethnie, reinventat per Vacher de Lapouge l'any 1986, o els neologismes alemanys ethnicum i ethnikos (d'inspiració llatina i grega, respectivament). Tanmateix, el concepte continua connotant diferència i oposició en els estats occidentals «civilitzats», al mateix temps que permet assenyalar i «ordenar» les poblacions conquerides per la colonització, les fracciona i les delimita en definicions territorials i cultures unívoques.
Els criteris definitoris d'ètnia varien en funció de cada estat i tradició acadèmica. Així, mentre que als països eslaus, Europa del Nord i Alemanya posen l'accent en el sentiment de pertinença a una col·lectivitat, a França el criteri determinant és la comunitat lingüística. El que no varia és la idea d'una essència cultural quasi natural i immutable, ni la concepció naturalista i reïficadora de la condició humana.

### Recerca sobre les definicions
Aquesta visió substantivista, que fa de cada ètnia una entitat discreta dotada d'una cultura, una llengua i una psicologia específica, dominarà durant molt de temps l'antropologia. Serà l'antropòleg noruec F. Barth qui, amb la publicació de l'obra Ethic Groups and Boundaries (1969; trad. al castellà: Los grupos étnicos y sus fronteras), enceta la revisió crítica d'aquest concepte. En aquest assaig, Barth se centra en el procés de configuració dels límits dels grups ètnics i els seus efectes en els seus trets culturals, més que en la constitució interna dels grups. L'antropòleg mostrarà que l'ètnia és, abans de res, una categoria d'adscripció la continuïtat de la qual depèn del manteniment d'una frontera, i per això mateix, d'una codificació constantment renovada de les diferències culturals entre grups veïns.
L'adopció de la perspectiva històrica en antropologia permet allunyar-se de la concepció substantivista d'ètnia i posar l'accent en els mecanismes d'«etnificació». Fruit d'aquesta revisió crítica, especialment els africanistes han pres consciència que moltes ètnies categoritzades de «tradicionals» són creacions colonials sorgides d'un abús d'autoritarisme. D'aquesta manera el concepte «ètnia» remet a processos de dominació política, econòmica i ideològica d'un grup sobre un altre.
Les ètnies s'han convertit en subjectes, reprenent en molts caos per voluntat pròpia —sigui per efecte dialèctic o perquè no poden expressar d'altra manera les seves reivindicacions econòmiques i polítiques— el discurs etnicista (o indigenista) utilitzat al mateix temps pels dominants. Avui, en molts casos i per múltiples raons —acceleració de l'emigració urbana, fracàs de la lluita de classes, revisió d'alguns aspectes de la ideologia nacional o nacionalista—, l'etnicitat s'ha convertit en un valor positiu d'identitat.
L'anàlisi d'aquests fenòmens provoca intensos debats entre els antropòlegs. Per a alguns, les ideologies «etnicistes» només serveixen per empresonar les minories en l'arcaisme. Altres, més sensibles als valors del pluralisme cultural, veuen en aquesta una interessant reserva d'alternatives ideològiques, en la mesura en què la definició d'etnicitat està ja forjada des de l'interior, en lloc de venir atribuïda des de fora.
Segons siga més o menys àmplia la definició d'ètnia, pot implicar les demografies per ètnia per territori, suposant un origen de controvèrsia especialment notable a l'hora de mesurar la varietat ètnica en territoris on les mescles són freqüents.

## Classificació
Entre els principals grups de pobles s'inclouen:
| - Pobles aborígens australians* - Pobles afroasiàtics - Pobles semites - Poble àrab - Poble jueu - Pobles berbers - Pobles xàdics - Pobles cusitas - Pobles egipcis - Pobles omòtics - Pobles altaics - Pobles mongols - Pobles tungusos - Pobles turquesos - Pobles amerindis* - Pobles guaranís* - Pobles Quítxues* - Pobles andamanesos* - Pobles austroasiàtics - Pobles austronèsics - Pobles caucàsics - Pobles chucoto-camchatcos - Pobles dravidians - Pobles esquimoaleutians - Pobles hurritourartians | - Pobles indoeuropeus - Poble albanès - Poble eslovè - Pobles armenis - Pobles bàltics - Pobles cèltics + - Poblo gitano - Pobles dacis - Poble magiar - Pobles eslaus - Pobles frigis - Pobles germànics + - Pobles hel·lènics + - Pobles ibers + - Pobles indoiranians - Pobles itàlics + - Pobles nenètics - Pobles tocaries + - Pobles tracis - Pobles indoaris - Pobles irànics - Pobles anatòlics - Pobles il·liris + - Pobles lusitans + - Pobles peonis + - Pobles san - Pobles na-dené - Poble persa + | - Pobles níger-congo - Pobles atlàntics - Pobles cordofans - Pobles dogon - Pobles ijoi - Mandenkàs - Pobles Volta-Congo - Pobles Adamawa-Ubangi - Pobles Benue-Congo - Pobles bantus - Pobles yoruba - Pobles gur - Pobles kru - Pobles kwa - Pobles senufos - Pobles nilosaharians - Pobles paleosiberians - Pobles papúes - Pobles sinotibetans - Pobles birmanotibetans - Ètnies xineses - Pobles tai-kadai - Pobles tirsènics - Pobles uràlics - Poble kurd |

+ = extint
* = en perill d'extinció